# Медаль Ван Кліфа

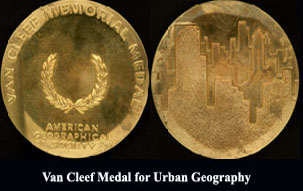
Медаль Ван Кліфа

Медаль Ван Кліфа — меморіальна медаль, заснована в 1970 році доктором Ван Кліфом на честь і у пам'ять про його дружину Фріди. Доктор Юджин Ван Кліф був одним із перших американських міських географів, почесним професором географії в Університеті штату Огайо. Медаль розробив Джозеф ДіЛоренцо і її присуджує Американське географічне товариство на честь «вчених, які зробили видатну оригінальну роботу в галузі міської географії, бажано, хоча й не обов'язково в прикладних, а не в теоретичних аспектах».

## Нагороджені
Перераховані нижче особи були нагороджені медаллю Ван Кліфа:
- 1970: Джон Р. Боршерт
- 1974: Гарольд Роуз
- 1985: Жаклін Бо-Гарньє
- 1987: Джеймс Е. Венс Молодший.
- 1999: Сьюзен Хенсон
- 2014: Едвард Малецкі[2]